# باري بلير
باري بلير هو رسام بالرصاص كندي، ولد في 1954 في أوتاوا في كندا، وتوفي في 3 يناير 2010 بسبب أم الدم داخل القحف.